# Hindle Glacier
Hindle Glacier är en glaciär i Sydgeorgien och Sydsandwichöarna (Storbritannien). Den ligger i den nordvästra delen av Sydgeorgien och Sydsandwichöarna. Hindle Glacier ligger 440 meter över havet.
Terrängen runt Hindle Glacier är kuperad åt nordost, men åt sydväst är den bergig. Havet är nära Hindle Glacier åt nordost.  Trakten runt Hindle Glacier är nära nog obefolkad, med mindre än två invånare per kvadratkilometer. Det finns inga samhällen i närheten. Trakten runt Hindle Glacier består i huvudsak av gräsmarker.